# Супермен 2
«Супермен 2» (англ. Superman II) — супергеройский фильм 1980 года режиссёра Ричарда Лестера по сценарию Марио Пьюзо, Дэвида и Лесли Ньюманов, на основе персонажа DC Comics - Супермен. Сиквел фильма «Супермен» 1978 года. В главных ролях Джин Хэкман, Кристофер Рив, Теренс Стэмп, Нед Битти, Сара Дуглас, Марго Киддер и Джек О'Халлоран. Фильм был выпущен в Австралии и континентальной Европе 4 декабря 1980 года, и в других странах в течение 1981 года. Отдельные премьеры Супермена 2 были представлены в Megasound, высокоэффективной системе объемного звучания, похожей на Sensurround.
Единственная картина о Супермене, которую сняли два режиссёра. В этом заключалась причина конфликта между Ричардом Доннером и Ричардом Лестером. Доннер, по его утверждению, отснял 75 % фильма ещё в 1977 году, а затем был отстранен от проекта. В 1979 году Лестер доснял остальные сцены и переработал материал Доннера, однако, по мнению последнего, в финальном монтаже оставалось около 25 % отснятых им сцен. В ноябре 2006 года на DVD вышел фильм «Супермен 2: Версия Ричарда Доннера».

## Сюжет
Трое преступников с планеты Криптон: Зод, Нон и Урса, за преступления перед своим народом, навечно заточены в космическую фантомную зону. Супермен спасает Париж от банды террористов, собиравшихся привести в действие водородную бомбу на Эйфелевой башне. После освобождения заложников, он забросил бомбу в далёкий космос, где та и взорвалась. Благодаря этому трое космических негодяев, обладающие суперсилами, вырвались на свободу и продолжили преступную деятельность в Солнечной системе. Сначала они жестоко расправились с американскими и советскими космонавтами на Луне, затем прилетели на Землю и захватили небольшой американский городок. После они прибыли в Вашингтон и, обратив в бегство всю армию, захватили в плен президента США. Признавая власть Зода, президент обратившись к народу в последних словах умоляет Супермена остановить врага.
Супермен об этом ничего не знал, так как его подруга Лоис Лейн раскрыла тайну его личности, что он и Кларк Кент — одно лицо. Они признаются друг другу в чувствах и, забыв обо всём на свете, проводят ночь вместе. Ради любимой Супермен отказался было от своей силы, однако узнав о событиях, творящихся в мире, он снова надевает свой плащ. Но у негодяев есть союзник на земле — заклятый враг Супермена Лекс Лютор, который знает его слабые места. Лекс Лютор рассказывает Зоду, что Супермен является сыном Джор Эла, которому Зод хочет отомстить за своё заточение в космической тюрьме. Для этого Зод, Урса и Нон врываются в офис «Daily Planet», где вскоре появляется Супермен. В городе начинается битва между Суперменом и тремя злодеями. Вскоре Зод решает взять в заложницы Лоис Лейн и полететь на север к тайному убежищу Супермена Крепости одиночества. После прибытия в ледяное убежище там появляется Супермен, и, чтобы спасти Лоис, он решает обмануть злодеев, сделав вид, что он отказался от своих сил. Но вместо него силы были отняты у Зода, Урсы и Нона, и благодаря этому Супермен их побеждает. Лекс Лютор снова проигрывает, а Лоис Лейн остаётся с Кларком.

## В ролях
| Актёр           | Роль                  |
| --------------- | --------------------- |
| Кристофер Рив   | Кларк Кент / Супермен |
| Джин Хэкмен     | Лекс Лютор            |
| Нед Битти       | Отис                  |
| Джеки Купер     | Перри Уайт            |
| Марго Киддер    | Лоис Лейн             |
| Валери Перрин   | Ева Тешмахер          |
| Марк Макклюр    | Джимми Ольсен         |
| Теренс Стамп    | генерал Зод           |
| Сара Дуглас     | Урса                  |
| Джек О’Халлоран | Нон                   |
| Сюзанна Йорк    | Лара                  |
| Клифтон Джеймс  | шериф                 |
| Э. Г. Маршалл   | Президент США         |

## История производства

### Первоначальное производство
Основная съёмка обоих фильмов Супермена началась 28 марта 1977 года в студии «Пайнвуд» для сцен Криптона, но к маю 1977 года производство было запущено на две недели позже графика. Сообщалось, что у Доннера возникли напряженные отношения с Александром и Ильёй Салкиндами и Пьером Спенглером в связи с растущим производственным бюджетом и графиком производства. Доннер ответил, утверждая, что ему никогда не давали бюджет. В июле 1977 года Ричард Лестер, который ранее руководил съёмками «Трех мушкетёров» (1973) и «Четырех мушкетёров» (1974) для Салкиндов, присоединился к проекту в качестве некредитованного ассоциированного продюсера и посредника по Супермену, чтобы стать посредником в отношениях между Доннером и Салкиндами, который больше не разговаривал. До этого Лестер выиграл судебный процесс против Салкиндов за деньги, все еще принадлежавшие ему от создания фильмов, но активы находились в законных путях на Багамах. Затем Салкинды предложили ему компенсацию, если он будет помогать в фильмах о Супермене, в которых Лестер стал вторым директором подразделения, где он и Доннер создали эффективное партнерство. К октябрю 1977 года Джин Хэкман, Нед Битти и Валери Перрин закончили свои сцены, так как все они были на контракте, чтобы закончить обе картины. Тем не менее, за несколько месяцев до окончания съемок Сэлкинды прекратили съемку «Супермена 2» и сосредоточился на том, чтобы закончить «Супермена», к которому Доннер уже выполнил 75% сиквела. Во время паузы в съемках Salkinds договорились о заключении соглашения с Warner Bros. о передаче пика в студии, предоставляя права на зарубежное распространение и телевизионные трансляции в обмен на дополнительное финансирование.

## Награды и номинации
В 1982 году фильм получил премию «Сатурн» как лучшая научно-фантастическая картина. Кроме того, он был номинирован на эту премию в трех категориях:
- Лучшая мужская роль — Кристофер Рив
- Лучшая женская роль — Марго Киддер
- Лучшая оригинальная музыка — Кен Торн

## Продолжения
В 1983 году вышел третий фильм о Супермене, а в 1987 году вышел четвёртый фильм с Кристофером Ривом в главной роли.
В 2006 году вышел фильм «Возвращение Супермена» с Брендоном Рутом в главной роли, который является альтернативным продолжением первых двух фильмов франшизы, игнорируя третий и четвёртый фильмы.